# Mount Saint Mary's University (Los Angeles)
La Mount Saint Mary's University è un'università privata di indirizzo cattolico con sede a Los Angeles, nello stato americano della California.
La Saint Mary's Academy fu aperta nel 1925 dalle Suore di San Giuseppe di Carondelet. Il college fu elevato al rango di university nel 2015. Resta un'istituzione esclusivamente femminile.